# Аналау, Тони
Тони Аналау (англ. Tony Analau; род. 16 мая 1969, Соломоновы Острова) — соломонский тяжелоатлет, представитель полулёгкой весовой категории. Выступал за сборную Соломоновых Островов по тяжёлой атлетике в середине 1990-х годов, участник летних Олимпийских игр в Атланте.

## Биография
Тони Аналау родился 16 мая 1969 года на Соломоновых Островах.
Наивысшего успеха в своей спортивной карьере добился в возрасте 27 лет в сезоне 1996 года, когда вошёл в основной состав соломонской национальной сборной и благодаря череде удачных выступлений удостоился права защищать честь страны на летних Олимпийских играх в Атланте. Выступал в зачёте полулёгкой весовой категории, в рывке трижды пытался взять вес 80 кг, но все три попытки оказались неудачными. Таким образом, он не принимал участия в упражнении толчка и не занял никакого места в итоговом протоколе соревнований.
После атлантской Олимпиады Аналау больше не показывал сколько-нибудь значимых результатов в тяжёлой атлетике на международной арене.